# Kristina Kuusk
Kristina Kuusk (Haapsalu, 16 novembre 1985) è una schermitrice estone.

## Palmarès
- Mondiali

Kazan 2014: argento nella spada a squadre.
Lipsia 2017: oro nella spada a squadre.
- Europei

Legnano 2012: bronzo nella spada a squadre.
Zagabria 2013: oro nella spada a squadre.
Torun 2016: oro nella spada a squadre.
Novi Sad 2018: argento nella spada individuale e bronzo nella gara a squadre.